# باشگاه فوتبال چیواس یواس‌ای
کلوپ دیپورتیوو چیواس یواس‌ای (به انگلیسی: Club Deportivo Chivas USA) مشهور به چیواس یواس‌ای یک تیم فوتبال در شهر لس آنجلس در آمریکا است که در لیگ برتر فوتبال آمریکا (ام اس ال) بازی می‌کند.

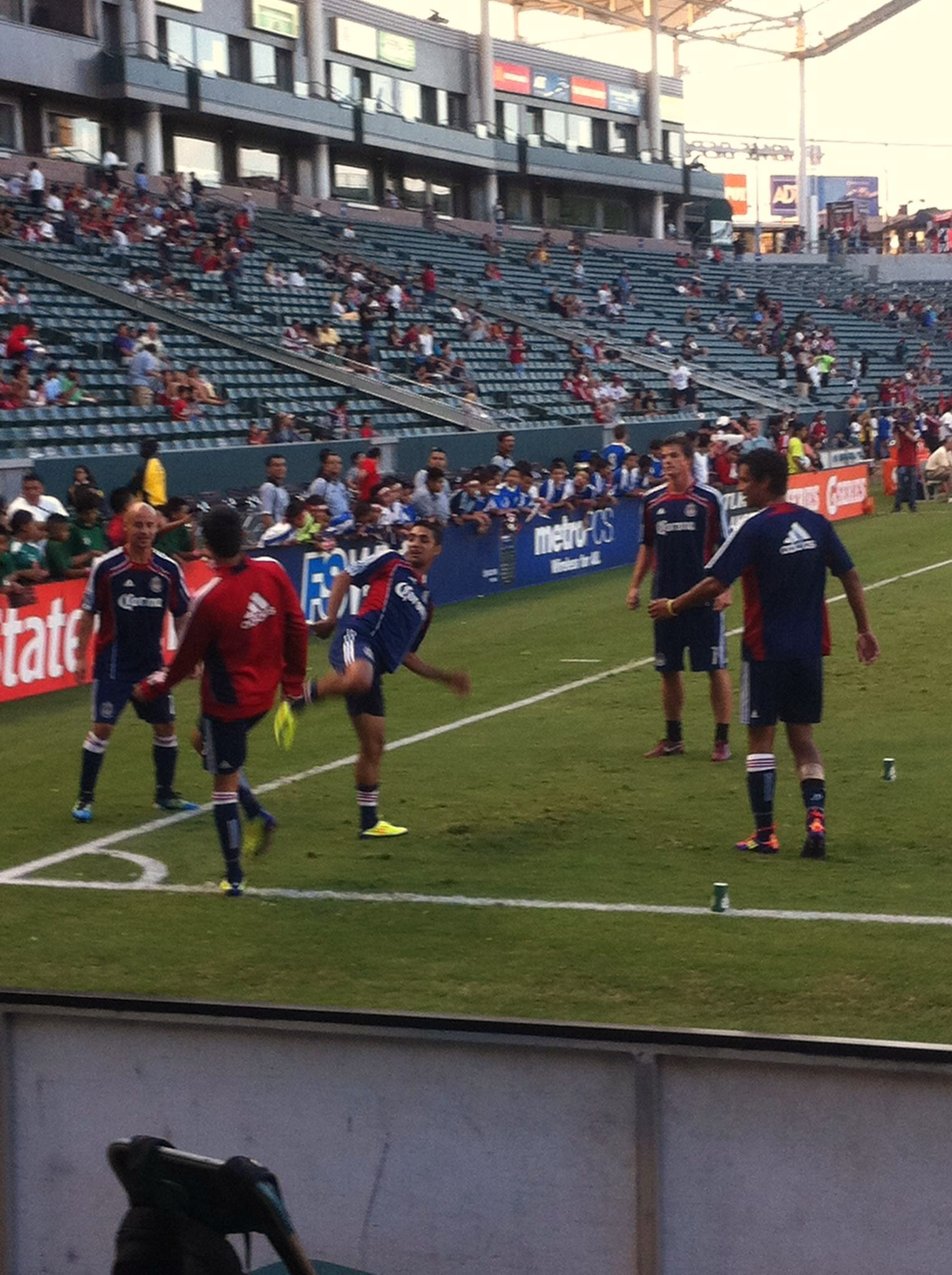